# Federico II di Legnica
Federico II di Legnica (Legnica, 12 febbraio 1480 – Legnica, 17 settembre 1547) fu duca di Legnica, membro di un ramo della famiglia Piast.

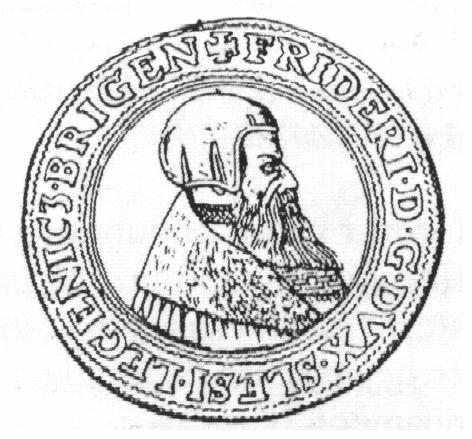
Federico II di Legnica

Era figlio del duca Federico I di Legnica e di Ludmilla di Podebrad († 1503), figlia del re boemo Giorgio di Podebrad. Suo fratello fu Giorgio I, duca di Brzeg (Brieg in tedesco). 

## Biografia
Dopo la prematura morte del padre, nel 1488, crebbe sotto la tutela della madre Ludmilla e trascorse un certo periodo a Praga, alla corte del re di Boemia Ladislao II. Assunse il governo del suo ducato nel 1499, insieme al fratello minore Giorgio, il quale dopo aver raggiunto la maggiore età, nel 1505, passò a governare il ducato di Brzeg. Nel 1507 intraprese un pellegrinaggio a Gerusalemme. Dal 1516 al 1526 fu signore della Bassa Slesia.
Dopo la morte del fratello Giorgio, avvenuta nel 1521, il ducato di Brzeg rientrò in quello di Legnica, che venne ampliato ulteriormente nel 1523 con l'acquisto del ducato di Wohlau.
Sempre nel 1523 mediò fra il gran maestro dell'Ordine teutonico, Alberto di Brandeburgo, ed il re di Polonia Sigismondo I, con i quali era imparentato, l'armistizio di Thorner e nel 1525 il trattato di Krakauer, con il quale la Prussia diventava un ducato secolarizzato, con Alberto di Brandeburgo quale duca, ma sotto la sovranità polacca.
Dal 1523 sostenne la Riforma protestante e nel 1526 fondò a Legnica la prima Università degli Studi protestante, che però, a causa delle dispute religiose scatenate da Kaspar Schwenckfeld, poté funzionare solo a partire dal 1530. Nel 1535 decretò un ordine nei sacramenti e nel 1542 uno della chiesa che erano orientati alle direttive di Wittenberg.
Il 19 ottobre 1537 concluse con i cugini un patto di successione. Esso prevedeva, fra l'altro, che all'estinzione del ramo dinastico slesiano dei Piast, i principati di Legnica, Wołów e Brieg sarebbero dovuti andare alla marca di Brandeburgo. Questa successione era stata costituita fin dal 1511 con un privilegio del re Ladislao, ma fu respinto sia dai nobili boemi che dal Ferdinando I ed annullato dal parlamento di Breslavia nel 1546. Tale patto costituì in seguito il pretesto con il quale Federico il Grande attaccò l'Austria dando inizio alla prima (1740 – 1742) e successivamente alla seconda guerra di Slesia (1744 – 1745).
Dal 1540 al 1544 Federico ebbe in pegno il ducato di Glogau. Ricevette dai figli del cugino, Carlo I di Podiebrad, oberati da eccessivi debiti, il ducato di Münsterberg, che dal 1550 rimase ai suoi successori.

## Matrimoni e discendenza
Il 26 novembre 1515 Federicò sposò Elisabetta III, figlia del re di Polonia Casimiro IV (1427 – 1492), che gli diede una figlia. Dopo la morte di Elisabetta, avvenuta nel 1517, sposò in seconde nozze il 24 novembre 1518 Sofia (1485 – 1537), figlia del margravio Federico I di Brandeburgo-Ansbach e sorella di Giorgio di Brandeburgo-Ansbach, detto "il Pio".
Da questo matrimonio nacquero:
- Federico III († 1570), duca di Legnica
- Giorgio II († 1586), duca di Brzeg, sposato con Barbara di Brandeburgo (1527 – 1595)
- Sofia di Legnica († 1546), andata sposa al principe elettore Giovanni Giorgio di Brandeburgo